# Асбест (Сысертский муниципальный округ)
Асбест — посёлок в Сысертском районе Свердловской области России. Входит в Сысертский муниципальный округ.

## Географическое положение
Посёлок Асбест расположен на Урале, в лесной местности, к югу от Екатеринбурга, в 19 километрах (по автодороге в 21 километре) к западу от города Сысерти. В одном километре к северо-западу от посёлка находится Терсутское болото, а в полукилометре к северу — Черновское болото. На восточной окраине располагается озеро Асбест-Камень. Озеро образовано на месте заполненного водой отработанного карьера под № 1 горы Асбест-Камень (геологический и гидрологический памятник природы и популярное место туризма). В пяти километрах к югу от посёлка Асбест находится гора Марков Камень.

## История
Посёлок Асбест был основан в 1940 году на Сысертском месторождении кислотоупорного асбеста при промышленной добыче на Терсутском болоте антофиллит-асбеста.
В 1765 году молотобоец, кузнечных дел мастер Сысертского железоделательного завода Фёдор Катугин обнаружил асбестовую гору на окраине Терсутского болота. В 1770 году путешествующий по Уралу русско-немецкий ученый, Петер Симон Паллас, посетивший Сысертский горнозаводский округ, добрался и до этой асбестовой горы, описал местность и саму гору с разветревшимися нитями асбестового волокна. В 1773 году вышел его труд под названием «Путешествие по разным провинциям Российского государства», где и было первое упоминание о сысертском асбесте.
В 1932 году после четырёхлетних геологических поисков было обнаружено Сысертское месторождение антофиллит-асбеста. В 1940 году началась промышленная разработка и начал строиться посёлок горняков и обогатителей. «Сысертское асбестовое рудоуправление», являлось структурной единицей сначала треста «Союзасбест», потом — комбината «Ураласбест» (Баженовское месторождение хризотил-асбеста). Сысертское асбестовое рудоуправление просуществовало 50 лет (1940—1990 гг.). Это предприятие освоило выработку антофиллит-асбеста на трёх месторождениях Сысертского района — Сысертском, Мочаловском и Каменушинском.
В 1989 году по требованию экологов был остановлен Владимирский химический завод — основной потребитель продукции Сысертского асборудоуправления. В конце 1990 года в посёлке Асбест скопилось очень много мешков с асбестом. Отправлять продукцию было некуда. Тогда пришлось останавливать производство, обогатительную фабрику законсервировали. Терсутский карьер ещё три года поддерживали водоотливом, а в 1994 году карьер стал большим озером. Так прекратилась добыча и обогащение антофиллит-асбеста в Сысертском районе. В посёлке были построены магазины, школа, столовая, хлебопекарня, детский комбинат, баня, клуб, библиотека, медпункт, пожарная часть, почта, телефонная станция, водопровод. До 1990 года списочный состав работающих в Сысертском асборудоуправлении составлял 300 человек. С закрытием предприятия многие уехали в поисках работы на другое местожительство, оставшиеся же работают в местном ЖКХ, в магазинах, в пансионате по уходу за пожилыми людьми, в пожарной части, в асбестовском образовательном учреждении (детсад + начальная школа).
Нынешняя граница посёлка была установлена 25 октября 2007 года. 

## Инфраструктура
В посёлке работают библиотека, начальная школа и детский сад (находятся в одном здании), небольшая пожарная часть, есть две торговые точки, пансионат «Надежда».
До Асбеста можно добраться на автобусе из Сысерти.

### Промышленность
ФХ «Перепёлочка» (ферма по производству перепелиных яиц).

## Население
| 2002 | 2010 | 2021 |
| ---- | ---- | ---- |
| 347  | ↗351 | ↘136 |